# Argna biplicata
Argna biplicata is een slakkensoort uit de familie van de Argnidae. De wetenschappelijke naam van de soort is voor het eerst geldig gepubliceerd in 1831 door Michaud.